# Affaire des écoutes de l'Élysée
Pour les articles homonymes, voir Affaire des écoutes.
L'affaire des écoutes de l'Élysée est une affaire française d'écoutes téléphoniques illégales qui s'est déroulée de 1983 à 1986 sous le premier septennat de François Mitterrand.
Elle s'est terminée par le jugement du 9 novembre 2005 du tribunal correctionnel de Paris, avec la condamnation de sept anciens collaborateurs du président de la République, François Mitterrand, décédé en 1996. 

## Contexte

### Origines
À la fin du premier trimestre de l'année 1982, au lendemain de l'attentat de la rue des Rosiers, les proches du président Mitterrand, François de Grossouvre et Charles Hernu, approchent le directeur de la DGSE, Pierre Marion, pour qu'il mette au service de l’Élysée les technologies d'interception de communications de la DGSE. Considérant que l'espionnage de citoyens français sur le territoire national ne relève pas des compétences de son service, Marion refuse.
À la même époque, le Président s'inquiète de la sécurité de sa fille cachée, Mazarine Pingeot, car il pense que le journaliste Jean-Edern Hallier, l'auteur d'un brûlot non-publié révélant son existence, est en relation avec des groupes terroristes susceptibles de la kidnapper pour faire pression sur lui. Marion refuse que la DGSE s'occupe de la sécurité de Mazarine, considérant que ce rôle n'est pas dans la mission du service. 
Prenant acte de ces deux refus, François Mitterrand crée une cellule de sécurité ad hoc à l'Élysée dirigée par Christian Prouteau, qui est installée au 2, rue de l'Élysée. Le Président obtient d'Hernu de transférer à l’Élysée 20 lignes d'interceptions téléphoniques prélevées sur le contingent de la DGSE. La cellule repose essentiellement sur deux ordinateurs PCXT de la marque IBM, reliés à une imprimante Epson pour l'un et une imprimante IBM 4201 pour l'autre ; 1 000 magnétophones environ sont mobilisés. Deux logiciels sont utilisés : « Filing » et « Reporting ». Le premier de ces deux logiciels permet de créer des fiches d'écoutes, chaque fiche étant d'un maximum de 31 pages, et comportant des rubriques, des mots-clés, et la retranscription des conversations. La cellule reçoit l'ordre d'écouter différentes personnes, dont des citoyens français, pour parer à toute attaque terroriste et à toute tentative d'enlèvement ou de chantage dans la famille du Président.
La répartition des tâches est ainsi définie : Jean-Louis Esquivié gère la banque de données de la cellule, Pierre-Yves Gilleron est chargé de l'exploitation du renseignement, et Pierre-Yves Guézou, de la gestion au jour le jour des écoutes.
Ce ne furent pas les premières écoutes téléphoniques effectuées par les services de la République. Ainsi, Constantin Melnik, qui coordonna les services secrets entre 1959 et 1962 confirma que durant la guerre d'Algérie, des écoutes téléphoniques étaient déjà pratiquées.
Toute écoute téléphonique n'est cependant pas illégale. Les deux tiers de ces écoutes sont faites à la demande de la DST et des RG, dans des conditions qui ont par la suite été plus sévèrement encadrées juridiquement, essentiellement dans le cadre d'activités d'espionnage, de contre-espionnage ou de lutte contre le terrorisme. En 2007, la France dispose à l'UCLAT (Unité de coordination de la lutte antiterroriste), d'un système d'écoute pouvant traiter 20 000 requêtes par an.
La cellule antiterroriste de l'Élysée est mise en demi-sommeil pendant la première cohabitation et est dissoute en 1988.

### Personnalités écoutées
La cellule de l'Élysée est mise en place avec l'objectif double de lutter contre le terrorisme, et de protéger le Président de tentatives de chantage. Jean-Edern Hallier se retrouve ainsi mis sur écoute : il avait annoncé en mars 1984 la publication d'un brûlot intitulé L'Honneur perdu de François Mitterrand, lequel au départ devait d'ailleurs s'appeler Mitterrand et Mazarine, dans lequel il révélait l’existence de Mazarine Pingeot, la fille naturelle, cachée à l’époque, du président. L'écoute aurait permis à la cellule d'être mise au courant des dates de publication des livres, et aurait envoyé des agents les récupérer afin de les détruire. 
Le président Mitterrand confie à Roland Dumas « Vous savez, il ne peut aller nulle part sans que je sache où il est ». Répondant que ce n'est pas de son niveau de s'occuper de ces choses-là, le président répond : « Il a menacé d’enlever ma fille. Il a déclaré que la fille du péché allait être enlevée […] Mais enfin, Roland, on menacerait votre fille, vous ne feriez pas ce que je fais ? ». 
Christian Prouteau essaie également de détecter des taupes ou des menaces potentielles dans l'entourage-même du Président. Il en est ainsi d'un couple d'amis d'Anne Pingeot, régulièrement invité à passer la fin de semaine à Souzy-la-Briche chez la famille, qui intrigue le groupe de sécurité du Président par ses propos peu amènes sur Mitterrand et un comportement sans gêne. Le branchement du couple dure peu de temps, car la cellule se rend compte que ces « amis » sont simplement indélicats, et ne sont en rien une menace. 
L'avocat Antoine Comte fait partie des écoutés car bien que la cellule n'avait rien de concret contre lui, elle s'intéressait à ses voyages à Beyrouth, en Irlande et à ses clients, parmi lesquels Anis Naccache et les militants du groupe terroriste Action directe. 
Des personnalités de la culture sont mises sur écoute. Ainsi les écrivains Jean-Pierre Thiollet, et Paul-Loup Sulitzer,, le réalisateur Jean-Pierre Rassam, de même que sa compagne Carole Bouquet. Selon les auteurs de La Décennie Mitterrand, ce n'était pas Bouquet elle-même qui était écoutée, mais l'un de ses amis de l'époque, du fait de ses relations avec le Proche-Orient. Prouteau justifie l'espionnage de Rassam car il avait des liens avec Mouammar Kadhafi mais assure que l'actrice ne fut plus écoutée après la mort de son mari en 1985.
Le journaliste Edwy Plenel, ancien directeur de la rédaction du quotidien Le Monde, fut écouté à partir de 1985. Selon le dossier d’accusation, Edwy Plenel aurait été une cible des écoutes parce que le Président avait demandé à la cellule de découvrir qui avait informé le journaliste des dessous de l'Affaire Farewell, diplomate soviétique qui avait livré d'importants secrets à la Direction de la Surveillance du territoire. La cellule de l'Élysée soupçonnait alors le patron de la DST, Yves Bonnet, d'avoir joué un jeu peu clair avec les services de renseignement américains et Plenel d'avoir été l'instrument de cette opération. Plenel reste écouté, ce qui permet à la cellule d'en apprendre beaucoup sur la manière dont l'affaire du Rainbow Warrior, quelques mois plus tard, vient à être révélée au grand public.
Ont également été mis sur écoute les journalistes Hervé Brusini, Jacques Merlino, Michel Cardoze et Jean-Marie Bourget pour, selon Prouteau, traquer les auteurs de fuites dans l'affaire Greenpeace, ;  ou encore le gendarme Jean-Michel Beau.
À quelques rares exceptions près, le personnel politique n'a pas été mis sur écoute. Il est cependant arrivé que les conversations de certains députés ou ministres soient écoutées lors de communications émises par des personnes écoutées. Des conseillers en marge du personnel politique de premier plan, comme Joël Galipapa (à partir du 30 mai 1985), proche de Charles Pasqua, François Froment-Meurice, secrétaire général adjoint du Centre des démocrates sociaux, ont été écoutés.
Les avocats Jacques Vergès et Francis Szpiner ont été écoutés.
Près de 3 000 conversations concernant 150 personnes, dont 7 pour des raisons qui ont été jugées illégales, ont été enregistrées entre janvier 1983 et mars 1986. Les écoutes, que les initiés appellent les « bretelles du président », ont cessé en 1986. Elles ont directement concerné plus d'un millier de personnes. Selon Pierre Favier et Michel Martin-Roland, les archives de l'Élysée montrent que 10 à 12 % des interceptions ne sont pas justifiables par les intérêts de sécurité nationale, de contre-terrorisme ou de contre-espionnage, mais ce sont ces 12 % qui ont été révélées en premier.

## Médiatisation

### Révélations parNational Hebdoet leCanard Enchaîné
La première mention de l'affaire dans la presse est faite dans le journal National Hebdo (proche du Front National) en novembre 1992. Puis Paul Barril (adjoint de Christian Prouteau qui dirigea la cellule antiterroriste de l'Élysée) évoque l'affaire, dans le numéro 3776 du Canard enchaîné, du 10 mars 1993, qui titre : « Les grands travaux du Président – L'Élysée branché sur le tout à l'écoute ». 

### Amplification parLibération
C'est le quotidien Libération qui lui donne une plus grande publicité en publiant dans son numéro du 4 mars 1993 un article d'Alain Léauthier reprenant un compte-rendu d'écoutes téléphoniques illégales, commanditées par la cellule de sécurité. La révélation des écoutes d'un journaliste du quotidien Le Monde, Edwy Plenel, conduit ce dernier à déposer plainte avec constitution de partie civile le 8 mars. Le Parquet ouvre alors une information contre X pour atteinte à la vie privée, attentat à la liberté ou à la Constitution. Il désigne le juge Jean-Paul Valat pour mener l'enquête.

### Réaction de François Mitterrand
Un seul entretien avec François Mitterrand aborde l'affaire des écoutes. Le 2 avril 1993, au tout début de la seconde cohabitation, deux journalistes belges de la RTBF, Jean-François Bastin et Hugues Le Paige, interviewent le président après l'avoir suivi plus d'un mois. L'affaire des écoutes est abordée à plusieurs reprises, ainsi que la remise de la Légion d'honneur à Christian Prouteau un mois plus tôt. Mitterrand nie avoir organisé un système d'écoute à l'Élysée et assure ne pas en avoir « lu une seule », mais est offusqué par ces questions dérangeantes et fait interrompre l'entretien, se déclarant outré par « un tel degré de vilenie »,,,. Selon Le Paige, l'Élysée ne fit aucune pression pour ne pas diffuser l'interview.
Édouard Balladur raconte, dans Le pouvoir ne se partage pas, que le président Mitterrand lui justifie les écoutes, au début de l'année 1995, pour des raisons liées au contre-terrorisme. Le président aurait dit : « Vous verrez, on saura la vérité et on saura qu’il n’y a rien eu, dans tout cela, d’irrégulier, que cela se passait à l’époque où le terrorisme sévissait à Paris, et qu’il fallait bien réagir ». Il aurait toutefois admis que si c'était à refaire, il ne le referait pas.
Le 19 février 1997, les policiers de la DST pénètrent dans le box de garage de Plaisir (Yvelines) où Christian Prouteau conserve ses archives. Ils remettent au juge Jean-Paul Valat chargé de l'instruction une malle contenant les registres et transcriptions des écoutes illégales, dont certains sont paraphées d'un « Vu » par Mitterrand, prouvant ainsi l'implication directe du président Mitterrand dans les écoutes,.

## Procès

### Premier jugement
Il a fallu près de vingt ans pour que l'affaire soit jugée. Cela est dû en premier lieu au fait que les révélations, en grande partie anonymes, ont été tardives. Ensuite, le juge instructeur, Jean-Paul Valat s’est heurté pendant longtemps au secret défense. C’est seulement en décembre 1999 que la Commission consultative du secret de la défense nationale a donné un avis favorable à une déclassification partielle du dossier. Enfin, bien qu’il ait bouclé son dossier en 2000, il a dû attendre quatre ans pour que le procès soit ouvert.
Le procès de l'affaire s'ouvre le 15 novembre 2004 devant la 16e chambre du tribunal correctionnel de Paris. Dans son jugement du 9 novembre 2005, il expose les motivations de sa décision judiciaire.
Le tribunal relève ainsi que le président François Mitterrand s'est montré soucieux de protéger divers éléments de sa vie personnelle, notamment l'existence de sa fille naturelle Mazarine Pingeot. Selon le tribunal, François Mitterrand a été « l'inspirateur et le décideur de l'essentiel ». Le dossier montre que le président a ordonné lui-même certaines écoutes et a laissé faire pour d'autres. Un journaliste indique qu'une éventuelle action publique contre Mitterrand aurait été compliquée car les écoutes étaient organisées dans le cadre de ses fonctions, le chef de l'État étant couvert par l'immunité présidentielle.
Le tribunal souligne néanmoins que les autres écoutes administratives réalisées par les services secrets et la police n'ont pas plus de cadre illégal que celles de la cellule antiterroriste.
Les douze personnes ci-dessous sont inculpées :
- Christian Prouteau, chef de la cellule antiterroriste de l’Élysée et ancien chef du Groupe d'intervention de la gendarmerie nationale (GIGN), écope de huit mois de prison avec sursis et 5 000 euros d'amende[29];
- Marie-Pierre Sajous, secrétaire de M. Prouteau, est finalement relaxée[30].
- Cinq membres de la-dite cellule sont concernés :
  - Jean-Louis Esquivié, général de gendarmerie, ancien numéro 2 de la cellule, dont le tribunal souligne « les mensonges » et « la mauvaise foi », est condamné à quatre mois avec sursis et 3 000 euros d'amende[30];
  - Pierre-Yves Gilleron, ancien commissaire de la Direction de la surveillance du territoire (DST) est condamné à trois mois de prison et 2 000 euros d'amende pour s'être « souvent retranché au-delà du raisonnable » derrière le secret-défense[30];
  - Jean Orluc, ancien commissaire divisionnaire des Renseignements généraux (RG) est finalement relaxé[30];
  - Michel Tissier, commissaire de police des Renseignements généraux, adjoint de Jean Orluc, est également relaxé[30] ;
  - Dominique Mangin, commissaire de police, ancien de la DST, est lui aussi relaxé[30].

- Pierre-Eugène Charroy, général de brigade de l’armée de terre, qui était responsable à l’époque du Groupement interministériel de contrôle (GIC) est relaxé[31].
- Gilles Ménage, ancien directeur du cabinet de François Mitterrand, responsable de la cellule antiterroriste jusqu'en 1983 et qui fait l'interface entre celle-ci et le président de la République, écope de six mois de prison avec sursis et 5 000 € d'amende[32].
- Michel Delebarre, ancien directeur du cabinet de Pierre Mauroy, ancien ministre, pour le placement sur écoutes de Jean-Edern Hallier est reconnu coupable mais dispensé de peines[33].
- Louis Schweitzer, son successeur auprès de Laurent Fabius, est lui aussi reconnu coupable mais dispensé de peines pour le placement sur écoutes de Jean-Edern Hallier[33].
- Paul Barril, capitaine de gendarmerie, ancien chef du GIGN[34], déjà impliqué dans le scandale des Irlandais de Vincennes, pour le recel des données secrètes de la cellule, écope de six mois de prison avec sursis et 5 000 € d'amende[30].

Les onze premiers sont poursuivis pour atteinte à la vie privée, et le dernier, qui est également partie civile, ayant lui-même fait l’objet d’écoutes, pour recel de fichiers informatiques.
Pierre-Yves Guézou ne passera pas en jugement. Le capitaine de gendarmerie et ancien membre de la cellule de l'Elysée meurt pendu à son domicile le 12 décembre 1994, quelques heures après avoir reçu la lettre lui annonçant sa mise en examen. 
Quatre autres employés de la cellule sont donc relaxés, ainsi que le général Pierre-Eugène Charroy, patron de 1982 à 1999 du Groupement interministériel de contrôle (GIC), organisme qui réalise pour le compte du gouvernement l'ensemble des écoutes téléphoniques administratives (extrajudiciaires).
Les magistrats indiquent que Pierre Mauroy était au courant du caractère illégal des écoutes, ils sont dubitatifs sur l'ignorance de Paul Quilès.
En première instance, seules sept parties civiles sont reconnues comme victimes : 
- l'ex-journaliste du Monde Edwy Plenel, en pointe dans l'affaire du Rainbow Warrior ;
- l'avocat Antoine Comte, défenseur des Irlandais de Vincennes, des présumés terroristes à l'origine du premier dysfonctionnement de la cellule ;
- Jean-Edern Hallier, qui menaçait de révéler l'existence de Mazarine Pingeot et qui est décédé en 1997, ainsi que sa famille (son fils, sa fille et son frère)[37] ;
- Joël Galipapa, collaborateur de Charles Pasqua, décédé avant le procès[38].

Les 150 autres plaintes, dont celles des journalistes Hervé Brusini et Michel Cardoze ainsi que celle de l'actrice Carole Bouquet, sont  jugées infondées, notamment car les écoutes n'auraient porté que sur leur activité professionnelle, et non leur vie privée, ou que celles-ci auraient été accidentelles, seul leur interlocuteur étant branché. 
Par ailleurs, le tribunal a déclaré que les fautes n'étaient pas « détachables du service de l'État » car soumis aux directives présidentielles, les victimes peuvent entamer des procédures pour dommages et intérêts au tribunal administratif.

### Jugements ultérieurs
Le 13 mars 2007, la Cour d'appel de Paris accorde à l'actrice Carole Bouquet 6 000 euros de dommages et intérêts, et au lieutenant-colonel Jean-Michel Beau 5 000 euros de dommages et intérêts, pour atteinte à l'intimité de leur vie privée dans cette affaire. En effet, elle estime que « les activités professionnelles peuvent presque toutes impliquer, à un degré plus ou moins haut, des éléments de confidentialité d'ordre privé qu'il est difficile, sinon impossible, de démêler ». 
La justice condamne ensuite en 2008 l'État français à indemniser la famille de Jean-Edern Hallier.
Le 30 septembre 2008, la Chambre criminelle de la Cour de cassation rejette les pourvois des prévenus, dont les condamnations sont alors devenues définitives, mais les sanctions sont amnistiées en vertu de la loi votée après l'élection présidentielle de 1988 (texte législatif rétroactif pour les faits commis avant le 20 août 1988), et donc non inscrites au casier judiciaire, sous réserve que les condamnés paient les amendes.
L'État français n'a pas présenté ses excuses auprès des personnes qui ont fait l'objet de ces écoutes illégales, et dont la liste figure à la fin du livre Les Oreilles du Président.

### Recours auprès de la Cour européenne des droits de l'Homme
Le 1er février 1996, Gilles Ménage, ancien directeur du cabinet de François Mitterrand, dépose une plainte avec constitution de partie civile contre Jean-Marie Pontaut et Jérôme Dupuis, accusés de recel de violation du secret de l'instruction ou du secret professionnel pour la publication du livre Les Oreilles du Président, suivi de la liste des 2 000 personnes « écoutées » par François Mitterrand. Dans ce livre, les deux journalistes révèlent certains procès-verbaux de l'instruction en cours. Ils sont condamnés par le tribunal de grande instance le 10 septembre 1998, confirmée par la Cour d'appel de Paris le 16 juin 1999, la Cour de cassation rejette le pourvoi des journalistes le 19 juin 2001. Ils saisissent la Cour de Strasbourg, réputée très attentive en matière de liberté de l'information. La Cour européenne des droits de l'homme conclut dans son arrêt Dupuis du 7 juin 2007 à la violation par les autorités françaises de l'article 10 de la Convention européenne des droits de l’homme. Elle estime que ce livre, « à l'instar des chroniques judiciaires, répond à une demande concrète et soutenue du public de plus en plus intéressé de nos jours à connaître les rouages de la justice au quotidien » et rappelle que « la condamnation des journalistes s'analyse en une ingérence disproportionnée dans leur droit à la liberté d'expression ».